# Championnats d'Europe de judo 2022
Navigation
Édition précédente Édition suivante
Les Championnats d'Europe de judo 2022, trente-sixième édition des Championnats d'Europe de judo réunifiés, ont lieu du 29 avril au 1er mai 2022 à l'Arena Armeec de Sofia, en Bulgarie,.
Les Championnats d'Europe par équipes de judo mixtes 2022 ont lieu à Mulhouse, en France, le 12 novembre 2022

## Podiums

### Femmes
| Épreuves                          | Or                | Argent               | Bronze                                |
| --------------------------------- | ----------------- | -------------------- | ------------------------------------- |
| Moins de 48 kg poids super-légers | Shirine Boukli    | Catarina Costa       | Julia Figueroa Shira Rishony          |
| Moins de 52 kg poids mi-légers    | Chelsie Giles     | Amandine Buchard     | Distria Krasniqi Ana Viktorija Puljiz |
| Moins de 57 kg poids légers       | Timna Nelson-Levy | Sarah-Léonie Cysique | Mina Libeer Eteri Liparteliani        |
| Moins de 63 kg poids mi-moyens    | Gemma Howell      | Laura Fazliu         | Szofi Özbas Gili Sharir               |
| Moins de 70 kg poids moyens       | Marie-Ève Gahié   | Sanne van Dijke      | Margaux Pinot Anka Pogacnik           |
| Moins de 78 kg poids mi-lourds    | Alina Böhm        | Guusje Steenhuis     | Madeleine Malonga Alice Bellandi      |
| Plus de 78 kg poids lourds        | Romane Dicko      | Raz Hershko          | Asya Tavano Sebile Akbulut            |

### Hommes
| Épreuves                          | Or                 | Argent                 | Bronze                                |
| --------------------------------- | ------------------ | ---------------------- | ------------------------------------- |
| Moins de 60 kg poids super-légers | Francisco Garrigós | Yanislav Gerchev       | Cédric Revol Jorre Verstraeten        |
| Moins de 66 kg poids mi-légers    | Bogdan Iadov       | Alberto Gaitero Martin | Elios Manzi Vieru                     |
| Moins de 73 kg poids légers       | Hidayət Heydərov   | Giovanni Esposito      | Mark Hristov Rüstəm Orucov            |
| Moins de 81 kg poids mi-moyens    | Tato Grigalashvili | Matthias Casse         | Sami Chouchi Attila Ungvári           |
| Moins de 90 kg poids moyens       | Luka Maisuradze    | Darko Brasnjovic       | Mammadali Mehdiyev Theódoros Tselídis |
| Moins de 100 kg poids mi-lourds   | Michael Korrel     | Piotr Kuczera          | Nikoloz Sherazadishvili Daniel Eich   |
| Plus de 100 kg poids lourds       | Jur Spijkers       | Johannes Frey          | Roy Meyer Guram Tushishvili           |

## Tableau des médailles
- Pays organisateur

| Rang  | Nation          | Or | Argent | Bronze | Total |
| ----- | --------------- | -- | ------ | ------ | ----- |
| 1     | France          | 3  | 2      | 3      | 8     |
| 2     | Pays-Bas        | 2  | 2      | 1      | 5     |
| 3     | Géorgie         | 2  | 0      | 2      | 4     |
| 4     | Grande-Bretagne | 2  | 0      | 0      | 2     |
| 5     | Espagne         | 1  | 1      | 2      | 4     |
| 5     | Israël          | 1  | 1      | 2      | 4     |
| 7     | Allemagne       | 1  | 1      | 0      | 2     |
| 8     | Azerbaïdjan     | 1  | 0      | 2      | 3     |
| 9     | Ukraine         | 1  | 0      | 0      | 1     |
| 10    | Belgique        | 0  | 1      | 3      | 4     |
| 10    | Italie          | 0  | 1      | 3      | 4     |
| 12    | Bulgarie        | 0  | 1      | 1      | 2     |
| 12    | Kosovo          | 0  | 1      | 1      | 2     |
| 14    | Pologne         | 0  | 1      | 0      | 1     |
| 14    | Portugal        | 0  | 1      | 0      | 1     |
| 14    | Serbie          | 0  | 1      | 0      | 1     |
| 17    | Hongrie         | 0  | 0      | 2      | 2     |
| 18    | Croatie         | 0  | 0      | 1      | 1     |
| 18    | Grèce           | 0  | 0      | 1      | 1     |
| 18    | Moldavie        | 0  | 0      | 1      | 1     |
| 18    | Slovénie        | 0  | 0      | 1      | 1     |
| 18    | Suisse          | 0  | 0      | 1      | 1     |
| 18    | Turquie         | 0  | 0      | 1      | 1     |
| Total | Total           | 14 | 14     | 28     | 56    |